# Franz Christian Naunyn
Franz Christian Naunyn, född 29 september 1799 i Drengfurt, Ostpreussen, död 30 april 1860 i Berlin, var en tysk jurist och liberal politiker, från 1848 till 1850 tjänsteförrättande överborgmästare i Berlin.

## Biografi
Naunyn var son till borgmästaren i Drengfurt i dåvarande Ostpreussen, nuvarande Srokowo i nordöstra Polen. Fadern dog när Naunyn var ung. Han påbörjade sina juridikstudier vid Königsbergs universitet och arbetade efter sin examen som jurist vid flera preussiska ämbetsverk och järnvägen. 
År 1844 valdes han till borgmästare (under överborgmästaren Heinrich Wilhelm Krausnick) i Berlin, med förhoppning om att i framtiden efterträda Krausnick. Naunyns liberala politiska hållning och hans stöd för författningsivrarna gjorde dock att han inte fick hovets stöd eller understöddes av majoriteten av stadens konservativa råd.
På grund av sitt avgörande ingripande under marsrevolutionen 18 mars 1848 och sin ledande roll vid audiensen hos kung Fredrik Vilhelm IV på Berlins slott blev Naunyn populär bland breda folklager, och han utnyttjade tillfället för att energiskt kräva att armén skulle dras tillbaka från Berlins gator. Efter att Heinrich Wilhelm Krausnick tvingats bort från sin post som överborgmästare av stadens styrande blev Naunyn tjänsteförrättande överborgmästare i Berlin från 1848 till 1850. 
Under hösten återtog dock de reaktionära initiativet och Naunyn förlorade därmed sin chans att bli officiellt vald till överborgmästare. Vid nästa val 1850 återvaldes istället den 1848 borttvingade Heinrich Wilhelm Krausnick.
Naunyn var frimurare, ursprungligen i Gumbinnen-logen Zur goldenen Leyer och därefter från 1845 affilierad med Berlinlogen Zum goldenen Schiff, vilken han från 1847 till 1849 och från 1857 till 1860 ledde som logemästare. 
Hans son, Bernhard Naunyn (1839–1925), blev läkare specialiserad på invärtes medicin och cancerforskare.
Franz Christian Naunyn avled 1860 vid 60 års ålder. Han begravdes på begravningsplatsen Friedhof II der Jerusalems- und Neuen Kirche utanför Hallesches Tor, där också sonen sedermera begravdes. Gravplatsen markeras idag av ett sockelförsett marmorkors.

## Minnesmärken
I Berlin är gatan Naunynstrasse i Kreuzberg uppkallad efter Naunyn.